# Gonzalo Asis
Gonzalo Iván Asís (n. Lomas de Zamora; 28 de marzo de 1996) es un futbolista profesional argentino que se desempeña como lateral derecho en Patronato de la Primera Nacional.

## Trayectoria

### Inicios
Sus inicios en el fútbol se dieron en el Club Alvariño de Lanús. Luego, con edad de novena división, llegó a Independiente para realizar todas las inferiores hasta Reserva, donde disputó más de 80 partidos. Finalmente, su debut en Primera se dio de la mano de Ariel Holan el 25/11/2017, en un clásico de Avellaneda ante Racing Club. Ese día el «Rojo» triunfó 1-0 con gol de Leandro Fernández y el lateral diestro estuvo en cancha 65 minutos. Además, fue parte del equipo que se coronó en las Copa Sudamericana y la Suruga Bank.

### Temperley
En busca de sumar minutos, el futbolista fue cedido a préstamo a Temperley en la temporada 2019/2020 para disputar la B Nacional. En el equipo de Wálter Perazzo, logró ganar su lugar y disputar 19 de los 21 partidos que afrontó el «Gasolero», siendo de lo más destacado del equipo.

### Independiente
En julio de 2020 regresó al «Rojo» por expreso pedido de Lucas Pusineri. Allí consiguió agregar 24 encuentros a su historial, entre los últimos tres años, sumando el torneo local y las últimas dos Copas Sudamericanas.

### Platense
A fines de 2022, decide desvincularse del conjunto de Avellaneda para arribar en condición de libre al «Calamar», en ese entonces dirigido por Martín Palermo. Jugando un total de seis partidos en la Liga Profesional del Fútbol Argentino en 2023, más un partido por la Copa Argentina del mismo año.

### Patronato
Sin lograr el rodaje esperado en Platense, decide rescindir su vínculo a principios de 2024 y buscar competencia en la Primera Nacional, por lo que llega al conjunto de Paraná para ser dirigido nuevamente por Wálter Perazzo.

## Estadísticas

### Clubes
| Independiente Argentina                                                                                                 | 1.ª           | 2017-18       | 3  | — | — | — | — | — | —            | —            | —            | 3  | 0 | 0 |
| Independiente Argentina                                                                                                 | 1.ª           | 2018-19       | 2  | — | — | — | — | — | —            | —            | —            | 2  | 0 | 0 |
| Independiente Argentina                                                                                                 | 1.ª           | 2019-20       | —  | — | — | 6 | — | — | —            | —            | —            | 6  | 0 | 0 |
| Independiente Argentina                                                                                                 | 1.ª           | 2021          | 4  | — | — | 3 | — | — | 2            | —            | —            | 9  | 0 | 0 |
| Independiente Argentina                                                                                                 | 1.ª           | 2022          | 0  | 0 | 0 | 0 | 0 | 0 | 0            | 0            | 0            | 0  | 0 | 0 |
| Independiente Argentina                                                                                                 | Total club    | Total club    | 9  | 0 | 0 | 9 | 0 | 0 | 2            | 0            | 0            | 20 | 0 | 0 |
| Temperley Argentina | 2.ª           | 2019-20       | 19 | — | — | — | — | — | Inaccesibles | Inaccesibles | Inaccesibles | 19 | 0 | 0 |
| Temperley Argentina | Total club    | Total club    | 19 | 0 | 0 | 0 | 0 | 0 | 0            | 0            | 0            | 19 | 0 | 0 |
| Total carrera | Total carrera | Total carrera | 28 | 0 | 0 | 9 | 0 | 0 | 2            | 0            | 0            | 39 | 0 | 0 |
| (1) Incluye datos de Copa Argentina, Copa de la Superliga y Copa de la Liga. (2) Incluye datos de la Copa Sudamericana. |               |               |    |   |   |   |   |   |              |              |              |    |   |   |

## Palmarés

### Títulos internacionales
| Título            | Club          | Sede           | Año  |
| ----------------- | ------------- | -------------- | ---- |
| Copa Sudamericana | Independiente | Río de Janeiro | 2017 |
| Copa Suruga Bank  | Independiente | Osaka          | 2018 |